# Пристав (горное дело)
При́став (горный, рудничный, заводской или механический) — непосредственный распорядитель в горно-заводском деле. Приставы возглавляли заводы и рудники и подчинялись непосредственно управляющему горной конторы.
В предписании Екатерины II о мерах по развитию казённой горнозаводской промышленности от 30 января 1781 года руководству горных округов указывалось на необходимость осуществления надзора за деятельностью заводов и рудников, создание института горных приставов, находившихся в ведении казённых палат. Тогда же, в 1781 году, последовала реорганизация местного горнозаводского управления: вместо канцелярии в округах была создана Горная экспедиция при казённых палатах.
До образования Корпуса горных инженеров (КГИ), пристав — унтер-офицер без специального горнотехнического образования в чине шихтмейстера 13 класса, с введением института КГИ — пристав в офицерском звании — подпоручик (поручик).
В подчинении у горных и заводских приставов находились горные нижние чины.